# St. Johann und Cordula

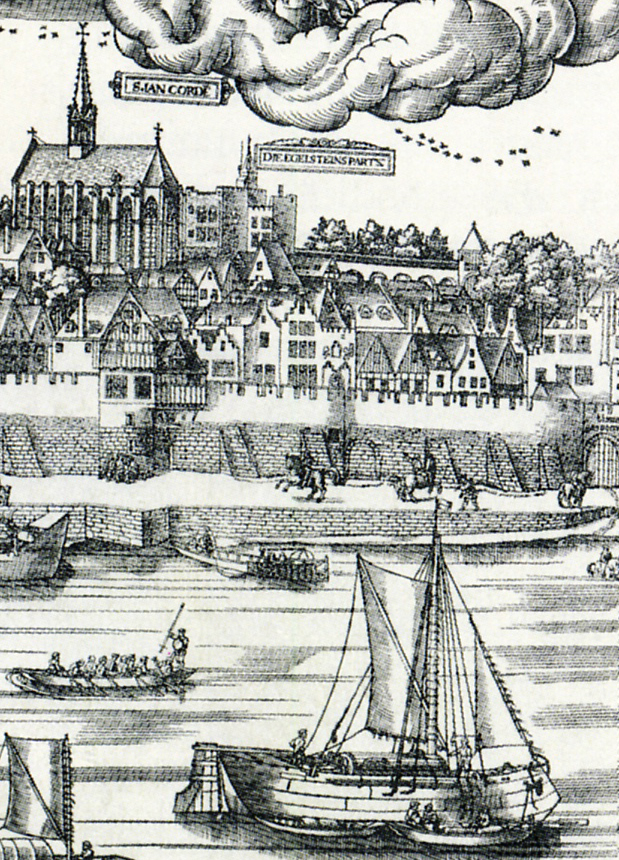
Klosterkirche Jan-Cordula (Jakorden) und Eigelsteintor, Anton Woensam, Große Ansicht von Köln (Ausschnitt) 1531/57

St. Johann und St. Cordula war eine Kommende des Johanniterordens in Köln. Eine erste Kapelle des Ritterordens wurde 1239 errichtet. 1263 konnte die Kommende ihre Besitztümer bedeutend vergrößern und mit den gestiegenen Einnahmen auch die Niederlassung bedeutend ausbauen. Dabei waren im westlich gelegenen Weingarten Gebeine gefunden worden und von Albertus Magnus 1278 der Kölner Heiligen Cordula zugesprochen worden. Sie hatte der Legende nach mit der heiligen Ursula in Köln den Märtyrertod erlitten. Die Kirche  St. Ursula steht ganz in der Nähe. In der 1331 neu erbauten Kapelle wurden die Reliquien aufbewahrt und verehrt. Nach einem Brand wurde das Gotteshaus bis 1388 neu und größer wieder aufgebaut, bereits 1422 bis 27 aber wieder und nochmals nach 1571 (Plan von Arnold Mercator 1571) umgestaltet.

## Baubeschreibung
Unter einem einheitlichen steilen Satteldach sind ein gotisches doppelschiffiges dreijochiges Langhaus und (besonders für die Konventmitglieder) ein ebenfalls dreijochiger Langchor vereint. Ein nördliches Seitenschiff ist mit vier Zeltdächern gedeckt, zwischen die die Strebepfeiler der Obergadenmauer gelehnt sind. Diese sind im Chorbereich deutlich höher über die Dachtraufe geführt. Zuerst war das Dach an beiden Enden mit einem Johanniterkreuz und in der Mitte mit einem hohen gotischen Dachreiter bekrönt, der zu Finkenbaums Zeit durch einen Dachreiter mit Zwiebeltürmchendach und Johanniterkreuz ersetzt war. In der unter der Haube zu sehenden offenen Laterne waren wohl Glocken aufgehängt.  Zu dieser Zeit ist der Westfront auch ein sechseckiger Treppenturm vorgesetzt. 
Vor der Mauer der Kommende steht ein Passionskreuz mit den Folterwerkzeugen.

## Ende und Nachwirken

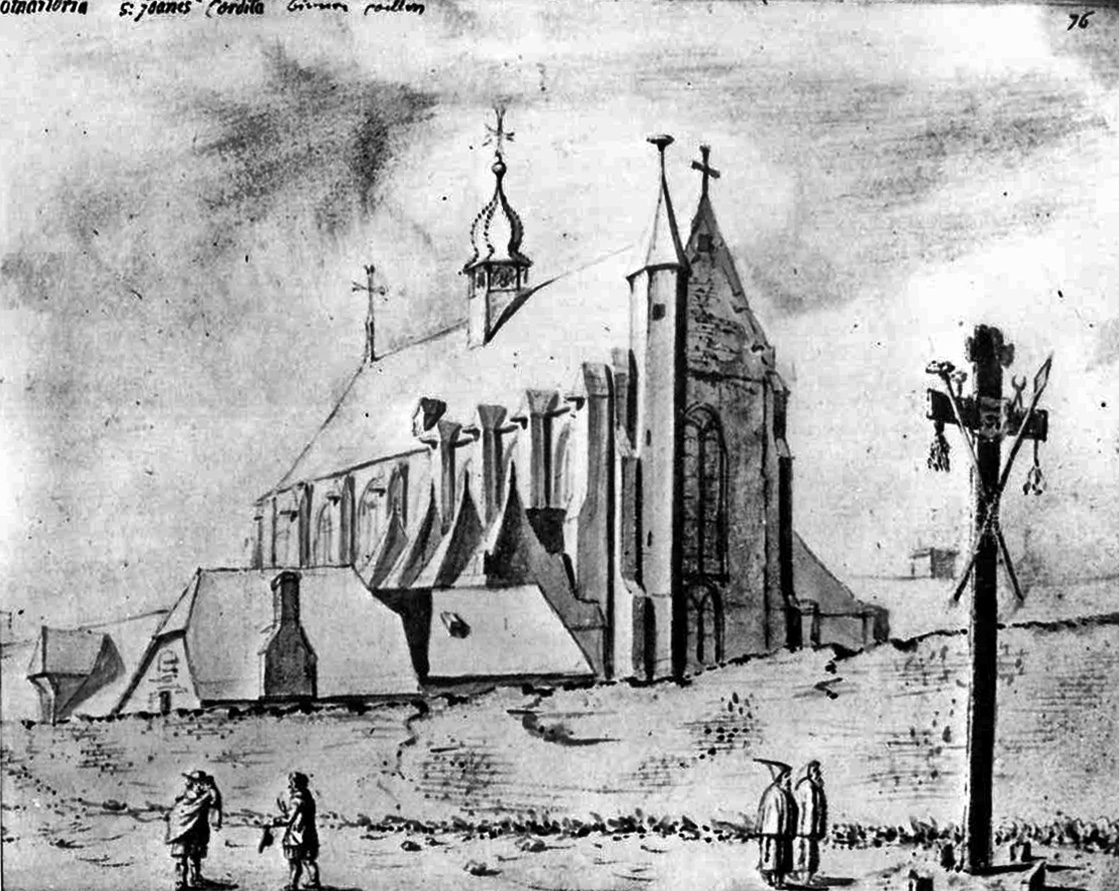
Zustand um 1665 (Finkenbaum)

Nach der Säkularisation der Orden und Klöster durch Napoléon wurde 1798 der öffentliche Gottesdienst in St. Jacorden eingestellt, 1802 die Kommende aufgehoben und die Kirche 1807 abgerissen. Einige der Reliquien kamen in die Kirche St. Remigius nach Königswinter zu der die Johanniter durch ein dortiges Gut Beziehungen hatten. An die Johanniter erinnert die in der Nähe vorbeiführende Johannisstraße und das Johannishaus. 1846 wurde nach der Kirche die neu angelegte Jakordenstraße, die von der Domstraße nördlich des heutigen Hauptbahnhofs abgeht, benannt. „Jakorden“ ist die typisch kölnische Abkürzung für Johannes/Jan und Cordula. Auch die nahegelegene Cordulastraße ist nach der Heiligen benannt.